# 約翰遜山口

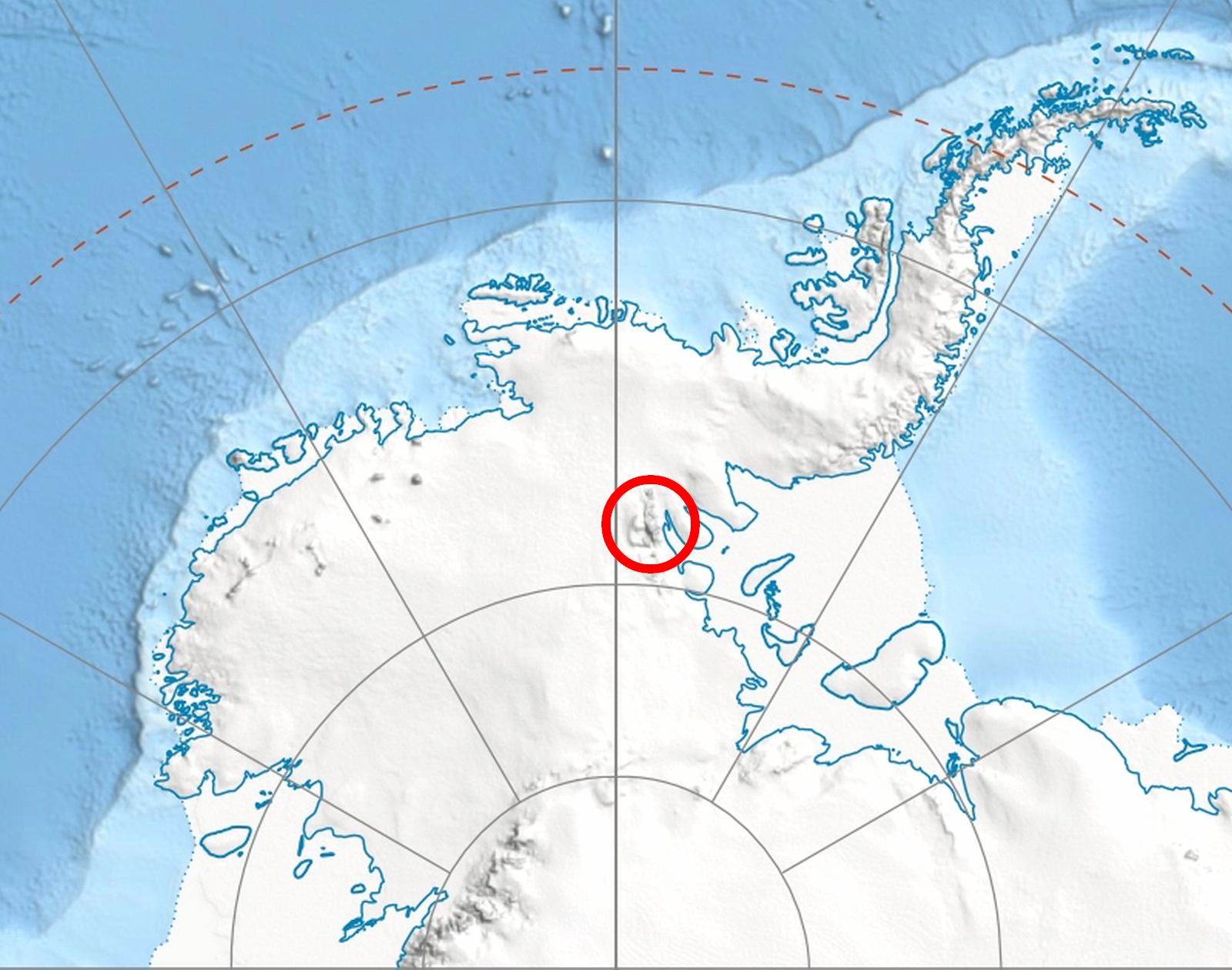

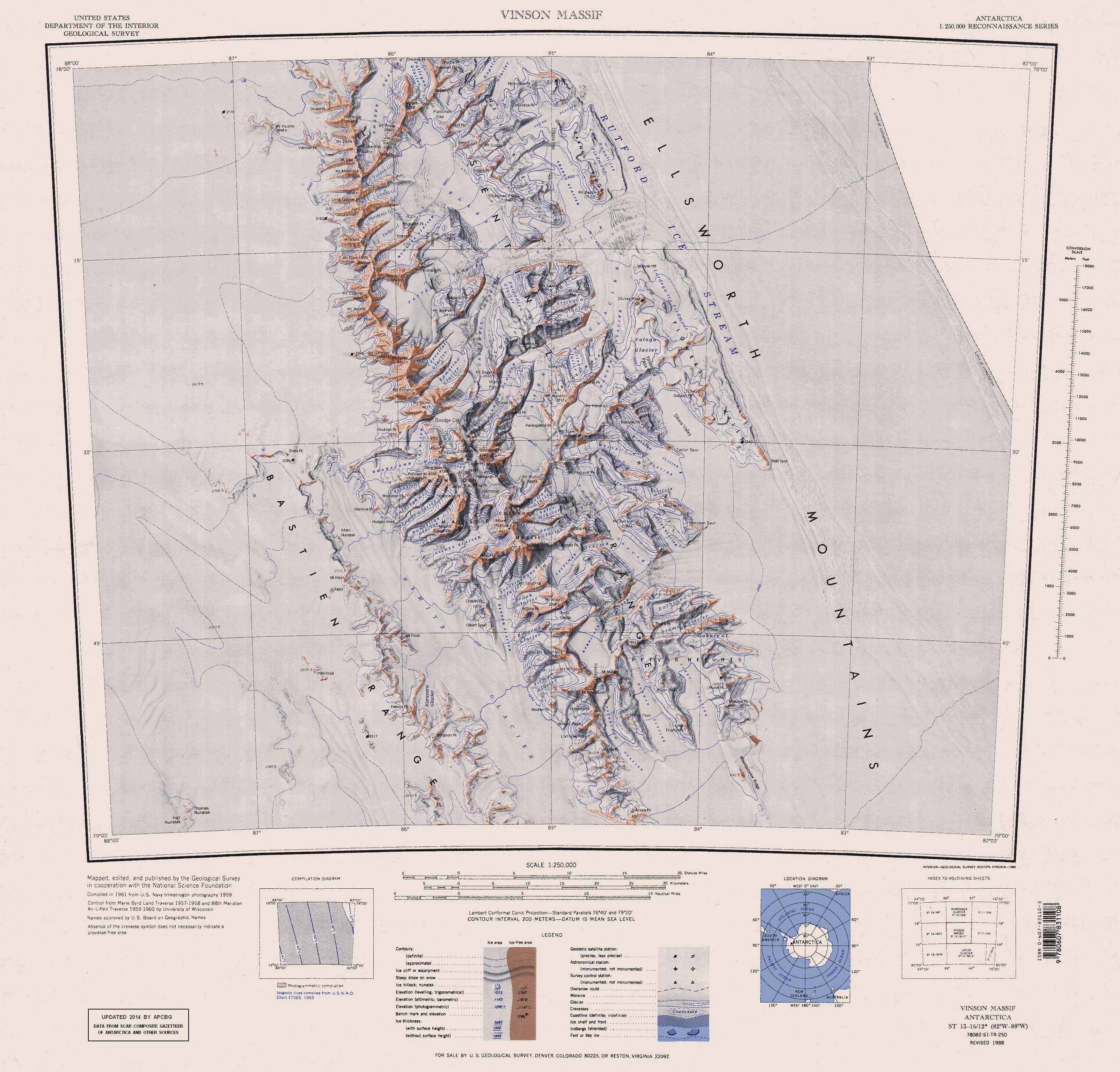

約翰遜山口（英語：Johnson Col），是南極洲的山口，位於埃爾斯沃思地，處於法雷爾山西南面4公里的蘇利文高地，海拔高度1,800米，美國地質調查局根據測量和美國海軍拍攝的空中照片繪入地圖，現時由南極條約體系管理。